# Théogène François Page
Pour les articles homonymes, voir Page.
Théogène François Page (né le 31 mars 1807 à Vitry-le-François, mort à Paris (16e) le 2 février 1867), est un vice-amiral français, gouverneur militaire de l'Indochine puis préfet maritime de Rochefort. Il est l'auteur de plusieurs ouvrages techniques et d'histoires maritimes.

## Biographie
Son père est aubergiste. Il sort de l'École polytechnique, dans la même promotion que Charles Rigault de Genouilly, promotion 1827. Il participe à la prise d'Alger en 1830, au siège de Saint-Jean d'Ulloa en 1838, à l'Affaire de la Plata en 1840.
De 1841 à 1844, Théogène François Page est capitaine, commandant la Favorite, frégate d'exploration scientifique dans la mer de Chine méridionale et le golfe du Bengale. Il est capitaine de vaisseau en décembre 1845, commandant de la station navale de La Réunion et de l'Inde en 1848, commissaire du gouvernement à Tahiti en 1852-1854 et de la Nouvelle-Calédonie en 1853. 
Contre-amiral en août 1858,  il est gouverneur militaire de la Cochinchine et commandant de la division des mers de Chine et du Japon en 1859. 
Vice-amiral en août 1861, il rentre en France en même temps que l'amiral Charner. Préfet maritime à Rochefort en 1863, Il est élevé au rang de Grand officier de la Légion d'honneur en 1865.

### Campagne de Cochinchine
Le 19 octobre 1859, il succède à Charles Rigault de Genouilly à la tête de la province de Tourane (aujourd'hui Da Nang), jusqu'au 23 mars 1860 quand il reconcède le commandement à Rigault de Genouilly le 18 février 1859. 
Épuisé par le climat, Rigault abandonne son commandement à Jean Bernard Jauréguiberry qui assure l'intérim en 1859, jusqu'en mars 1860.
L'amiral Page, partant pour Hong Kong, laisse le commandement supérieur à Saïgon au commandant Jauréguiberry, lequel, appelé à son tour en Chine, est remplacé, le 1er avril 1860, par le capitaine de vaisseau Joseph d'Ariès qui assure seul le commandement militaire de la garnison jusqu'à la fin du blocus de Saïgon (avril 1860 - février 1861). L'amiral Charner, la seconde expédition de Chine terminée, se hâte de diriger ses forces sur la Basse-Cochinchine pour délivrer les Franco-Espagnols.
Page lui succède jusqu'au 6 février 1861 mais il est contraint d'évacuer Tourane et concentre ses faibles ressources dans Saïgon qu'il déclare port franc et où il ne laisse sur place qu'une petite garnison de moins de 800 français sous les ordres du capitaine de vaisseau d'Ariès avant que l'amiral Théogène Page, avec toutes les forces dont il dispose, se mette aux ordres de l'amiral Charner pour prendre part à la guerre de Chine qui recommence alors.